# Le Battant
Pour plus de détails, voir Fiche technique et Distribution.
Le Battant est un film français réalisé par Alain Delon, sorti en 1983.

## Synopsis
Jacques Darnay est libéré après huit années passées derrière les barreaux pour un vol de diamants, dont il serait le seul à connaître la cachette.
Dès sa sortie, ses proches sont éliminés un à un par un gang. Il se tourne alors vers Ruggieri, un gangster à la retraite qui s’avère être le vrai chef du gang qui le poursuit. Ruggieri veut les diamants et Darnay devra défendre chèrement sa peau.

## Fiche technique
- Titre : Le Battant
- Réalisation : Alain Delon, assisté de Dominique Brunner, Bernard Stora et Patrick Meunier
- Scénario : Alain Delon et Christopher Frank, adaptation du roman d’André Caroff
- Musique : Christian Dorisse
- Photographie : Jean Tournier
- Montage : Claudine Merlin et Michel Lewin
- Décors : Théo Meurisse
- Bagarres réglées par Claude Carliez et son équipe
- Production : Pierre Roitfeld pour Adel Productions
- Pays de production :  France
- Format : Couleurs - 1,66:1 - Mono - 35 mm
- Genre : Policier, drame et thriller
- Durée : 123 minutes
- Date de sortie : France : 2 février 1983

## Distribution
- Alain Delon : Jacques Darnay
- François Périer : Gino Ruggieri
- Pierre Mondy : Le commissaire Rouxel
- Anne Parillaud : Nathalie
- Andréa Ferréol : Sylviane Chabry
- Marie-Christine Descouard : Clarisse
- Michel Beaune : Pierre Mignot
- Gérard Hérold : Gérard Sauvat
- Jean-François Garreaud : François Pradier
- Richard Anconina : Sébastien Samatan
- Jean-Marc Bataillard
- Michel Berreur : Christian
- Michel Bertay : Le maître d'hôtel chez Ruggieri
- Gabriel Briand
- Jean-Paul Burot
- Philippe Castelli : Nestor, réceptionniste hôtel Trianon
- Françoise Delille
- Albert Dray : Le chauffeur de taxi serviable
- Marie Marczack : L'employée de Mignot
- Bénédicte Mathiot
- Jacques Pisias : Lebon
- Julien Thomast
- Máximo Valverde
- Arthur Wilkins

## À noter
- Deuxième réalisation d’Alain Delon, Le Battant s’inspire du roman éponyme d’André Caroff. Il permet à l’acteur de partager une seconde fois l’affiche avec Anne Parillaud, qu’il avait dirigée dans Pour la peau d'un flic, sa première réalisation. Également au générique, un jeune acteur du nom de Richard Anconina qui sera révélé un peu plus tard dans Tchao Pantin aux côtés de Coluche. La musique qui vient rythmer le film est signée par Christian Dorisse.
- En clin d'oeil : pendant qu'Alain Delon fait arrêter son taxi pour acheter une pelle, les deux voyous qui le suivent en voiture zappent à la radio le générique de Pour la peau d'un flic.
- Un deuxième clin d’oeil : quand il rejoint son ami Pierre Mignot au « frigo », une cage à oiseaux et la musique du « Samouraï » apparaissent furtivement.
- Un troisième clin d'oeil : quand il retourne à l'appartement de Clarisse après qu'elle a été assassinée, la photo encadrée de l'actrice Marie-Christine Descouard est prise sur le tournage du film Le professionnel, film tourné par Georges Lautner dans lequel elle joue également.
- Alain Delon dédie ce film « à son maître René Clément ».